# Беренгер Эстаньол д'Эмпуриас
Беренгер Эстаньол д’Эмпуриас (исп. Berenguer Estanyol d'Empúries; ?-1316) — испанский вельможа, полководец XIV века, генеральный викарий Афинского герцогства в 1312—1316 годах.
Был отправлен туда после захвата Афинского герцогства Каталонской компанией Востока, королём Сицилии Федериго II, чтобы править от имени своего младшего сына Манфреда, герцога Афинского.
Беренгер прибыл в Пирей в 1312 году с пятью сицилийскими галерами, чтобы сместить Роже Деслора, захватившего власть. Беренгер был способным правителем, укрепившим каталонские позиции в Аттике и Беотии. Ему приходилось воевать против венецианцев Негропонта, византийских греков Фессалии (особенно герцогов Неопатрии), франков Арголиды. Добился успеха в своих действиях, прежде чем серьёзно заболел, лечился долгое время, и скончался в 1316 году. После смерти Беренгера в 1316 году, король Федериго II отправил править герцогством своего незаконнорождённого сына, принца Альфонса Фадрике.